# Filip Maciejuk
Filip Maciejuk (* 3. September 1999 in Pulawy) ist ein polnischer Radrennfahrer.

## Sportlicher Werdegang
Bereits als Junior konnte Maciejuk sein Können unter Beweis stellen: 2016 und 2017 wurde er Polnischer Junioren-Meister, bei den UCI-Straßen-Weltmeisterschaften 2017 gewann er die Bronzemedaille im Einzelzeitfahren. Beim Coupe du Président de la Ville de Grudziądz gewann er in beiden Jahren je eine Etappe sowie 2016 zunächst die Nachwuchswertung und 2017 die Gesamtwertung.
Zur Saison 2018 wurde Maciejuk Mitglied im UCI Continental Team Leopard Pro Cycling. Bereits in der ersten Saison konnte er Erfolge beim Carpathian Couriers Race und beim Szlakiem Walk Majora Hubala seinem Palmarès hinzufügen. Nach zwei Jahren Unterbrechung gewann er in der Saison 2021 eine Etappe und die Gesamtwertung der Étoile d’Or im UCI Nations’ Cup U23 sowie zum zweiten Mal die Gesamtwertung des Carpathian Couriers Race.
Aufgrund seiner Ergebnisse erhielt Maciejuk zur Saison 2022 einen Vertrag beim UCI WorldTeam Bahrain Victorious. Bei der Flandern-Rundfahrt 2023 fuhr Maciejuk von einem Grünstreifen zurück auf die Straße, wodurch er an der Feldspitze einen Massensturz auslöste, bei dem Tim Wellens sich das Schlüsselbein brach. Maciejuk wurde noch im Rennen disqualifiziert und durch die Union Cycliste Internationale Ende Juli 2023 für einen Monat bis zum 24. August 2023 gesperrt.
Im Oktober 2023 wurde Maciejuks Wechsel zum Team Bora-hansgrohe bekanntgegeben, wo er vorrangig Helferaufgaben wahrnehmen soll. 2024 errang er erstmals den nationalen Titel im Einzelzeitfahren in der Elite. Bestes internationales Ergebnis war der achte Platz im Einzelzeitfahren der Renewi Tour 2024.

## Erfolge

### Straße
2016
- Polnischer Meister – Einzelzeitfahren (Junioren)
- eine Etappe und Nachwuchswertung Coupe du Président de la Ville de Grudziądz

2017
- Weltmeisterschaften – Einzelzeitfahren (Junioren)
- Polnischer Meister – Einzelzeitfahren (Junioren)
- Gesamtwertung und eine Etappe Coupe du Président de la Ville de Grudziądz

2018
- eine Etappe und Nachwuchswertung Szlakiem Walk Majora Hubala
- Nachwuchswertung Triptyque des Monts et Châteaux
- Gesamtwertung und Nachwuchswertung Carpathian Couriers Race

2021
- Gesamtwertung und eine Etappe Étoile d’Or
- Gesamtwertung, eine Etappe und Punktewertung Carpathian Couriers Race

2024
- Polnischer Meister – Einzelzeitfahren

2025
- Polnischer Meister – Einzelzeitfahren

### Bahn
2018
- Polnischer Meister – Omnium